# 3 uur van Daytona 1962
De 3 uur van Daytona 1962 was de eerste editie van deze endurancerace. De race werd verreden op 11 februari 1962 op de Daytona International Speedway nabij Daytona Beach, Florida.
De race werd gewonnen door de Frank Arciero #96 van Dan Gurney. De S+5.0-klasse werd gewonnen door de Chaparral Cars Inc. #99 van Jim Hall. De GT3.0-klasse werd gewonnen door de North American Racing Team #18 van Stirling Moss. De S3.0-klasse werd gewonnen door de John Bunch #49 van George Constantine. De S2.0-klasse werd gewonnen door de Bob Holbert #14 van Bob Holbert. De S1.6-klasse werd gewonnen door de Bob Donner #23 van Bob Donner. De GT+5.0-klasse werd gewonnen door de Grady Davis #11 van Dick Thompson. De GT4.0-klasse werd gewonnen door de Briggs Cunningham #62 van Walt Hansgen. De GT1.3-klasse werd gewonnen door de Alfa Romeo #83 van Charlie Kolb. De GT1.6-klasse werd gewonnen door de Brumos Porsche #44 van Pat Corrigan.

## Race
Winnaars in hun klasse zijn vetgedrukt.
| Pos. | Klasse | No. | Team                       | Coureurs                     | Chassis                          | Ronden |
| ---- | ------ | --- | -------------------------- | ---------------------------- | -------------------------------- | ------ |
| 1    | S2.5   | 96  | Frank Arciero              | Dan Gurney                   | Lotus 19                         | 82     |
| 2    | S2.5   | 1   | North American Racing Team | Phil Hill Ricardo Rodríguez  | Ferrari Dino 246SP               | 82     |
| 3    | S+5.0  | 66  | Chaparral Cars Inc.        | Jim Hall                     | Chaparral 1                      | 82     |
| 4    | GT3.0  | 18  | North American Racing Team | Stirling Moss                | Ferrari 250 GT SWB EXP           | 80     |
| 5    | S3.0   | 49  | John Bunch                 | George Constantine           | Ferrari 250TR                    | 79     |
| 6    | S+5.0  | 0   | Peter Hand Brewery         | Dick Rathmann Harry Heuer    | Chaparral 1                      | 79     |
| 7    | S 2.0  | 14  | Bob Holbert                | Bob Holbert                  | Porsche 718 RSK                  | 79     |
| 8    | S2.5   | 9   | North American Racing Team | John Fulp Skip Hudson        | Ferrari Dino 246S                | 78     |
| 9    | S2.0   | 16  | Brumos Porsche             | Chuck Cassel                 | Porsche 718 RS 61                | 78     |
| 10   | S2.0   | 99  | Herb Swan                  | Herb Swan                    | Porsche 718 RS 61                | 78     |
| 11   | S1.6   | 23  | Bob Donner                 | Bob Donner                   | Porsche 718 RS 61                | 77     |
| 12   | GT3.0  | 22  | North American Racing Team | Fireball Roberts             | Ferrari 250 GT                   | 77     |
| 13   | GT+5.0 | 11  | Grady Davis                | Dick Thompson                | Chevrolet Corvette               | 76     |
| 14   | S1.6   | 6   | Peter DaCosta              | Peter DaCosta                | Porsche 718 RS 61                | 76     |
| 15   | S3.0   | 50  | North American Racing Team | Ricardo Rodríguez Peter Ryan | Ferrari 250TRI/61                | 76     |
| 16   | GT3.0  | 28  | Scuderia Serenissima       | Olivier Gendebien            | Ferrari 250 GT SWB               | 75     |
| 17   | GT4.0  | 62  | Briggs Cunningham          | Walt Hansgen                 | Jaguar XKE                       | 75     |
| 18   | GT3.0  | 77  | North American Racing Team | Doug Thiem                   | Ferrari 250 GT                   | 75     |
| 19   | GT+5.0 | 10  | Grady Davis                | Don Yenko                    | Chevrolet Corvette               | 75     |
| 20   | GT+5.0 | 20  | Red Vogt                   | Marvin Panch                 | Chevrolet Corvette               | 75     |
| 21   | GT+5.0 | 25  | Delmo Johnson              | Dave Morgan                  | Chevrolet Corvette               | 73     |
| 22   | S3.0   | 80  | Sorocaima                  | Guido Lollobrigida           | Maserati 200SI                   | 72     |
| 23   | GT+5.0 | 75  | John Walker                | Jack Knab                    | Chevrolet Corvette               | 71     |
| 24   | GT1.3  | 83  | Alfa Romeo                 | Charlie Kolb                 | Alfa Romeo Giulietta SZ          | 70     |
| 25   | GT1.6  | 44  | Brumos Porsche             | Pat Corrigan                 | Porsche 356 B 1600               | 70     |
| 26   | GT1.3  | 82  | Alfa Romeo                 | Paul Richards                | Alfa Romeo Giulietta SZ          | 70     |
| 27   | GT4.0  | 21  | Frank Nichels              | Rodger Ward                  | Pontiac Tempest                  | 67     |
| 28   | GT1.3  | 91  | Ross Durant                | Ross Durant                  | Alfa Romeo Giulietta SZ          | 65     |
| 29   | GT1.3  | 30  | Peter Berry                | Jim Clark                    | Lotus Elite                      | 60     |
| 30   | GT1.3  | 48  | William Story              | William Story                | Lotus Elite                      | 58     |
| 31   | S+5.0  | 8   | Bill Frick                 | Joe Weatherly                | Lister Costin                    | 57     |
| 32   | GT1.3  | 47  | Milo Vega                  | Milo Vega                    | Lotus Elite                      | 51     |
| 33   | GT2.0  | 63  | Robert Keyes               | Robert Keyes                 | AC Ace                           | 51     |
| 34   | S 5.0  | 51  | David Lane                 | Anson Johnson                | Lister                           | 51     |
| DNF  | GT1.6  | 15  | Porsche                    | Jo Bonnier                   | Porsche 356 B Carrera Abarth GTL | 70     |
| DNF  | S2.5   | 56  | Roger Penske               | Roger Penske                 | Cooper Monaco T57                | 66     |
| DNF  | GT3.0  | 7   | UDT-Laystall               | Innes Ireland                | Ferrari 250 GT SWB               | 59     |
| DNF  | S+5.0  | 24  | Art Huttinger              | Art Huttinger                | Lister                           | 54     |
| DNF  | GT+5.0 | 17  | Ronnie Kaplan              | Bob Johnson                  | Chevrolet Corvette               | 42     |
| DNF  | GT+5.0 | 29  | Fred Kappler               | Jef Stevens                  | Chevrolet Corvette               | 37     |
| DNF  | GT+5.0 | 35  | R. D. Doane                | Skip Hudson                  | Chevrolet Corvette               | 34     |
| DNF  | GT+5.0 | 78  | John Mecom                 | Rob Schroeder                | Chevrolet Corvette               | 31     |
| DNF  | S2.5   | 12  | Rosebud Racing             | Pedro Rodríguez              | Lotus 19                         | 28     |
| DNF  | GT1.6  | 47  | Brumos Porsche             | David Lane                   | Porsche 356 B 1600               | 20     |
| DNF  | GT4.0  | 32  | Peter Berry                | David Hobbs                  | Jaguar XKE                       | 15     |
| DNF  | GT4.0  | 42  | Frank Nichels              | Harry Heuer                  | Pontiac Tempest                  | 14     |
| DNF  | GT1.6  | 71  | Bill Bencker               | Bill Bencker                 | Porsche 356 B 1600               | 12     |
| DNF  | S3.0   | 5   | Alan Connell               | Alan Connell                 | Maserati Tipo 61                 | 7      |
| DNF  | GT+5.0 | 19  | Frank Nichels              | Paul Goldsmith               | Pontiac Tempest                  | 2      |
| DNF  | GT+5.0 | 53  | Frank Nichels              | A.J. Foyt                    | Pontiac Tempest                  | 2      |
| DNS  | GT+5.0 | 33  | R. D. Doane                | Bob Spooner                  | Chevrolet Corvette               | 0      |
| DNS  | S3.0   | 36  | Bob Hurt                   | Bob Hurt                     | Ferrari 250TR59                  | 0      |
| DNS  | S3.0   | 60  | Anson Johnson              | Anson Johnson                | Ferrari 250TR                    | 0      |
| DNS  | S3.0   | 61  | Briggs Cunningham          | Augie Pabst                  | Maserati Tipo 61                 | 0      |

1962 · 1963 · 1964 · 1965 · 1966 · 1967 · 1968 · 1969 · 1970 · 1971 · 1972 · 1973 · 1974 · 1975 · 1976 · 1977 · 1978 · 1979 · 1980 · 1981 · 1982 · 1983 · 1984 · 1985 · 1986 · 1987 · 1988 · 1989 · 1990 · 1991 · 1992 · 1993 · 1994 · 1995 · 1996 · 1997 · 1998 · 1999 · 2000 · 2001 · 2002 · 2003 · 2004 · 2005 · 2006 · 2007 · 2008 · 2009 · 2010 · 2011 · 2012 · 2013 · 2014 · 2015 · 2016 · 2017 · 2018 · 2019 · 2020 · 2021 · 2022 · 2023 · 2024 · 2025